# Briton Motor Company

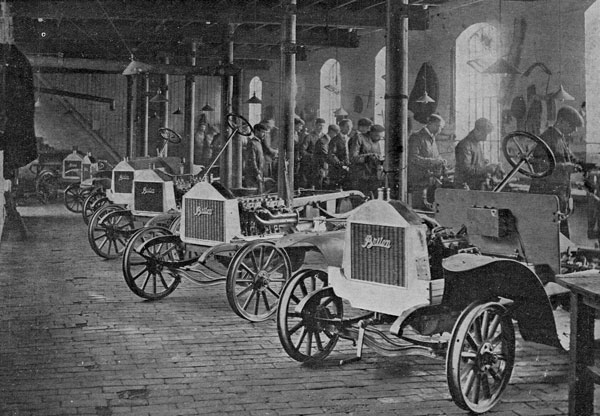
Ein Blick in die Fabrikhalle 1911

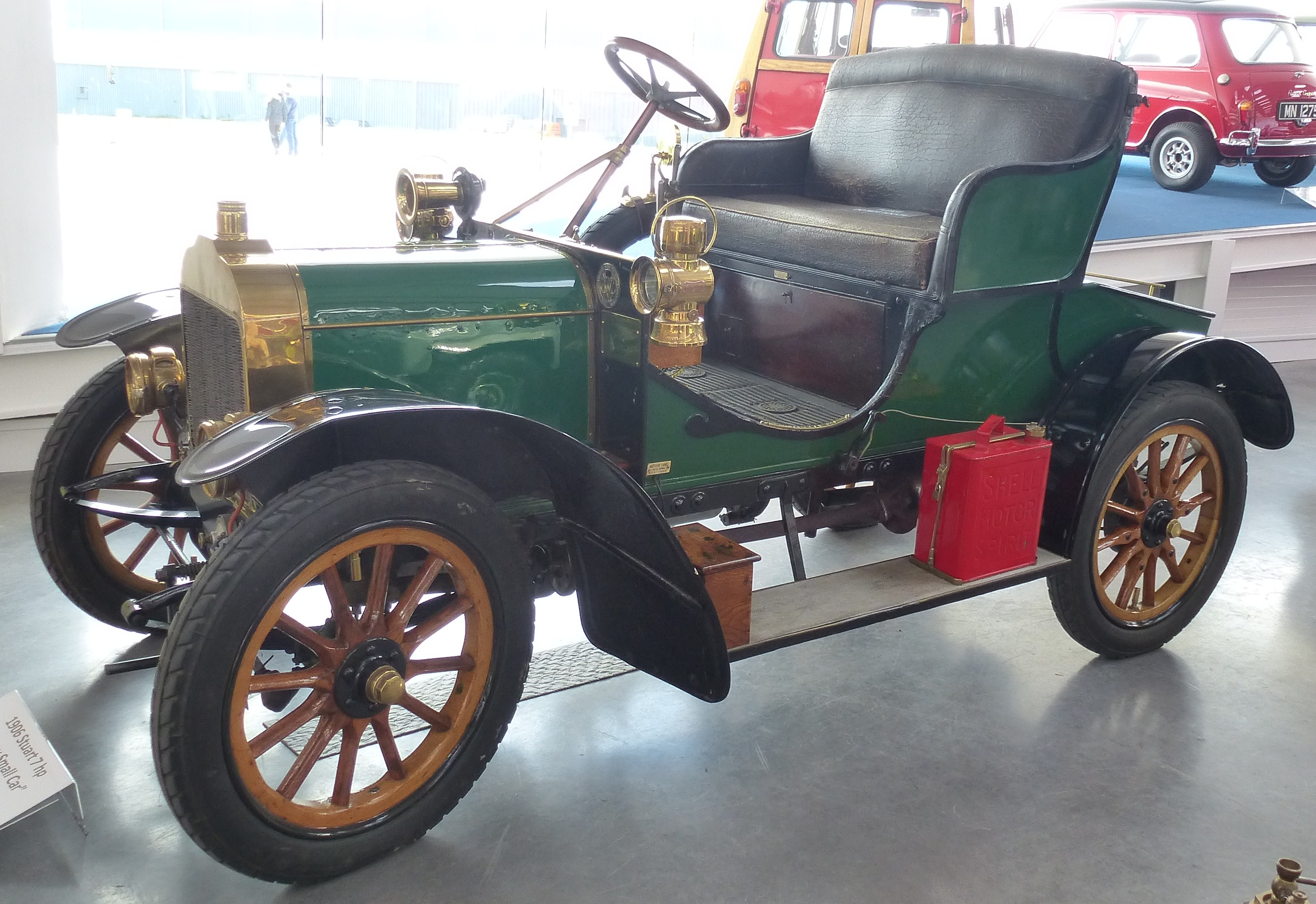
Stuart 7 HP von 1906

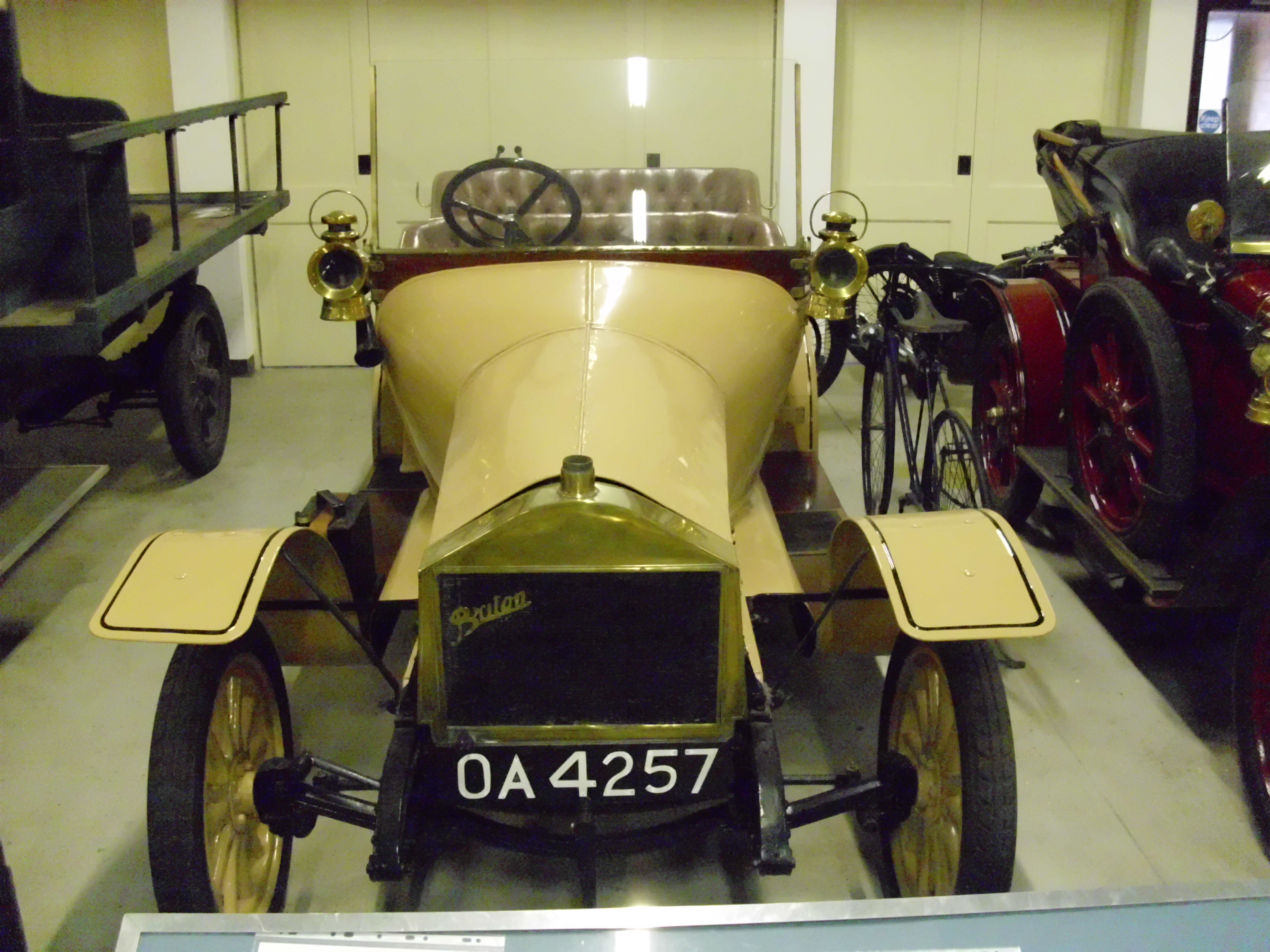
Briton 10/12 HP von 1914 im Black Country Living Museum in Dudley.

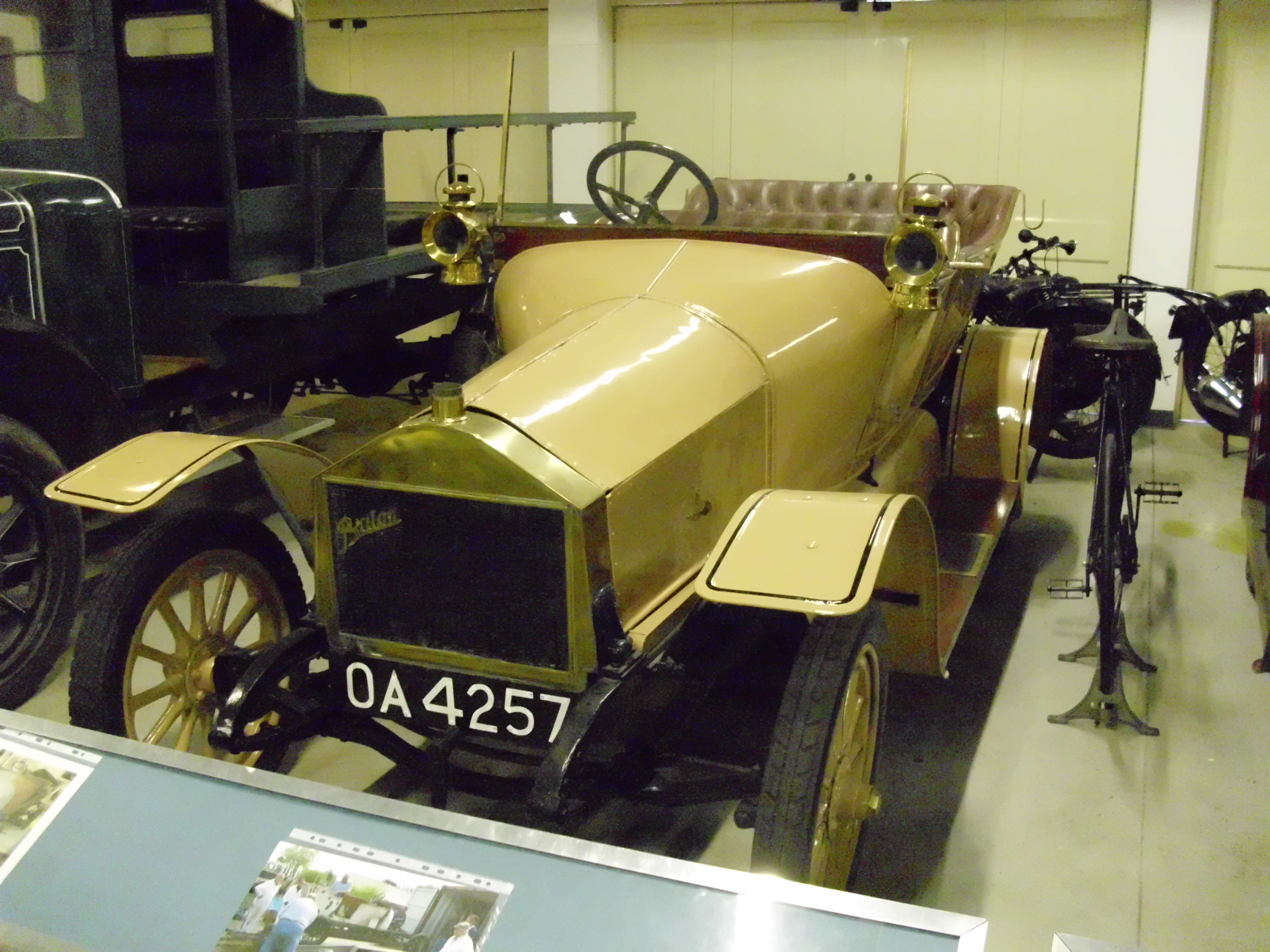
Andere Ansicht

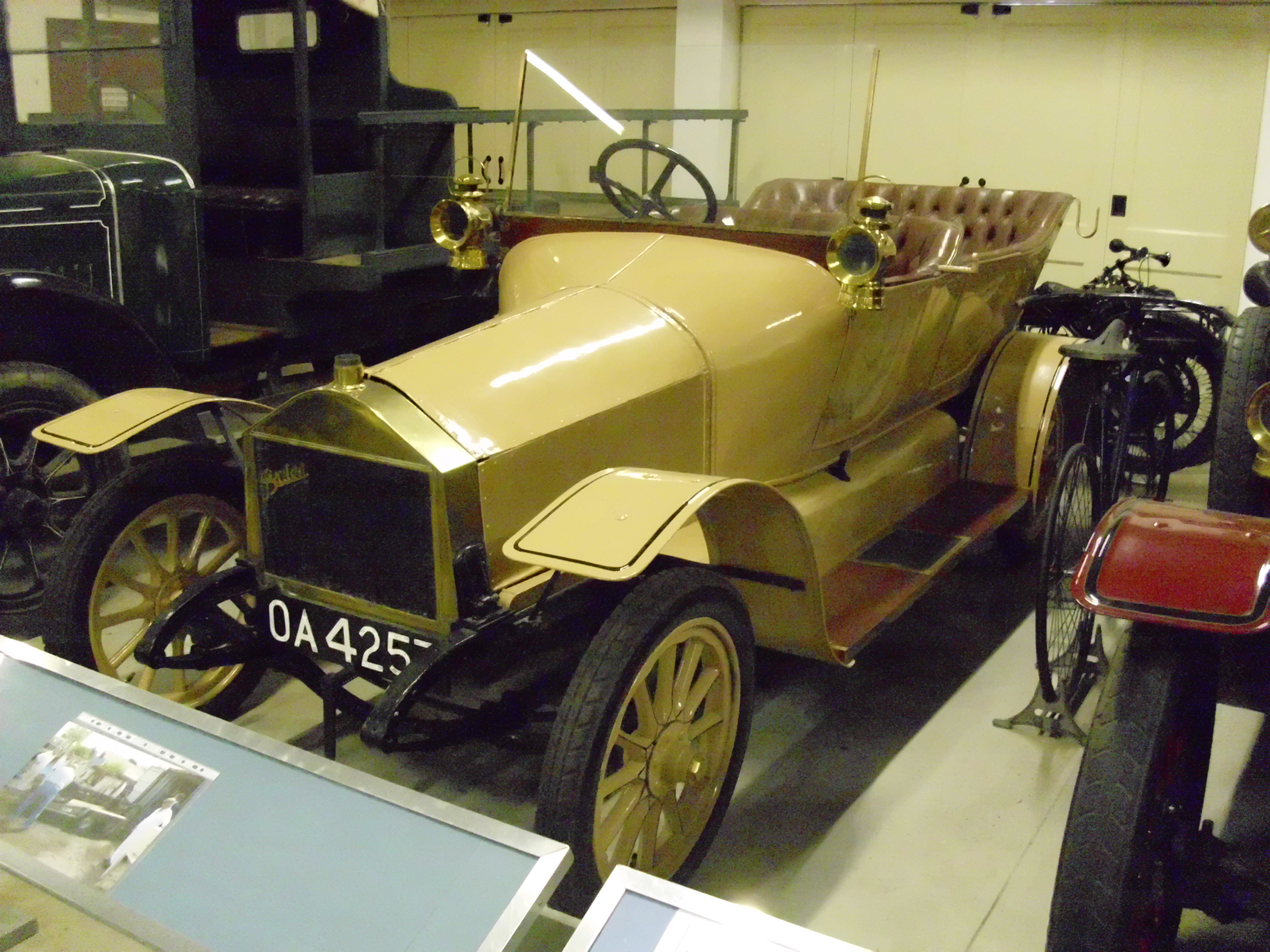
Andere Ansicht

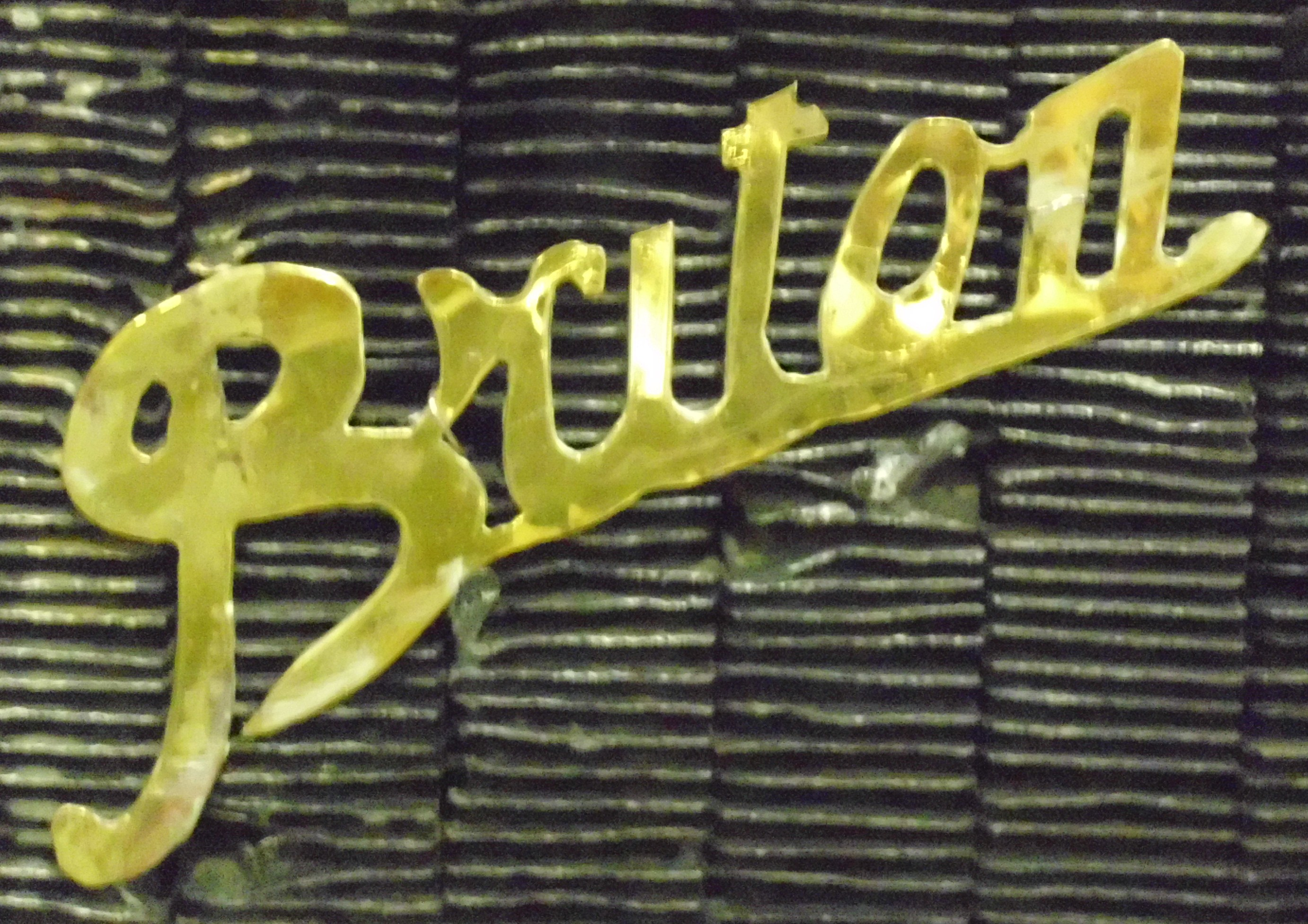
Schriftzug auf Kühlergrill

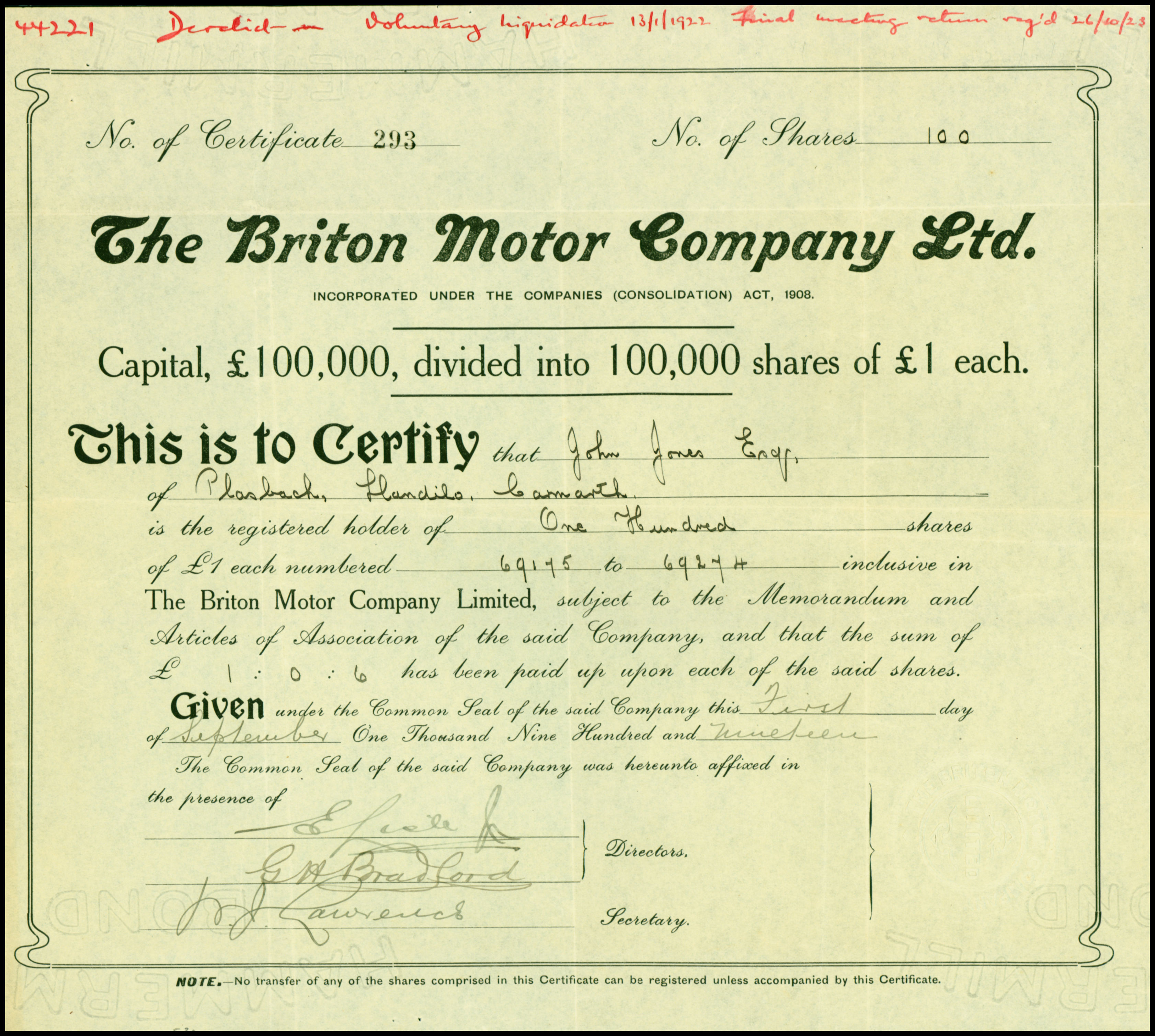
Aktie der Briton Motor Company Ltd. vom 1. September 1919

Die Briton Motor Company (1912) Limited, zuvor Star Cycle Company und Briton Motor Company Limited, war ein britisches Unternehmen im Bereich Fahrzeuge und Kraftfahrzeuge. In manchen Quellen findet sich auch die Firmierung British Motor Company Limited.

## Vorgeschichte
Edwin John Sharratt und Edward Lisle senior (1852–1921) gründeten 1876 das Unternehmen Sharratt and Lisle in Wolverhampton in der Grafschaft Staffordshire zur Produktion von Fahrrädern. Der Markenname lautete Sharratt and Lisle. Sharratt verließ später das Unternehmen, woraufhin es Lisle alleine führte. Der Markenname blieb unverändert.

## Unternehmensgeschichte
1896 gründete Edward Lisle senior das neue Unternehmen Star Cycle Company Limited, übernahm Sharratt and Lisle und setzte die Fahrradproduktion fort. Der Markenname lautete nun Star. Außerdem gründete er 1898 die eigenständige Star Motor Company zur Automobilproduktion. 1898 nahm die Star Cycle Company auch Motorräder in die Produktion auf. Sein Sohn Edward Lisle junior übernahm später die Unternehmensleitung. 1905 begann die Produktion von Automobilen, die als Starling und Stuart vermarktet wurden. 1909 änderte sich die Firmierung in Briton Motor Company Limited und gleichzeitig der Markenname in Briton. 1912 erfolgte die nächste Umfirmierung in Briton Motor Company (1912) Limited. 1914 endete die Motorradproduktion. 1922 folgte die Liquidation. Charles Aaron Weight kaufte das Unternehmen und setzte die Produktion von zwei Modellen fort. 1928 oder 1929 endete die Produktion.
Die letzten vier Fahrzeuge wurden nach Australien exportiert. Das Unternehmen fertigte zwischen Kriegsende und 1922 etwa 800 Fahrzeuge und von 1922 bis zur Aufgabe der Produktion etwa 600 Fahrzeuge.
Bis 1940 wurden noch Traktoren von Caterpillar verkauft. Dann übernahm Traktor Spares das Unternehmen.

## Automodelle

### Markenname Starling (1905–1909)
Im Angebot standen drei Modelle. Als erstes erschien 1905 der 6 hp. Er hatte einen Einzylindermotor von De Dion-Bouton und Kettenantrieb. Die offene Karosserie bot Platz für zwei Personen. Die größeren und stärker motorisierten 8 hp und 10 hp folgten.
Modellübersicht:
| Modell | Bauzeitraum | Zylinder | Bohrung | Hub | Hubraum  | Radstand |
| ------ | ----------- | -------- | ------- | --- | -------- | -------- |
| 6 hp   | 1905–1909   | 1        | 102     | 115 | 940 cm³  | 1829 mm  |
| 8 hp   | 1908–1909   | 1        | 114     | 127 | 1296 cm³ |          |
| 10 hp  | 1908–1909   | 2 Reihe  | 95      | 108 | 1531 cm³ | 2134 mm  |

Zwei Motoren existieren noch.

### Markenname Stuart (1906–1909)
Im Angebot stand nur ein Modell. Der 7 hp hatte einen Zweizylindermotor und Kardanantrieb. Er war sowohl als Zweisitzer als auch als Viersitzer erhältlich.
Modellübersicht:
| Modell | Bauzeitraum | Zylinder | Bohrung | Hub | Hubraum  | Radstand |
| ------ | ----------- | -------- | ------- | --- | -------- | -------- |
| 7 hp   | 1906–1908   | 2 Reihe  | 92      | 102 | 1356 cm³ | 2134 mm  |

Ein Stuart mit dem Kfz-Kennzeichen MN 224 von der Isle of Man existiert noch. Es ist im Isle of Man Motor Museum ausgestellt, dort allerdings mit dem Kennzeichen MN 97.

### Markenname Briton (1909–1929)
Unter diesem Markennamen entstanden Fahrzeuge der Mittelklasse. Abgesehen vom ersten Modell mit einem Zweizylindermotor hatten die Fahrzeuge Vierzylindermotoren. Bis auf den Motor des 9.8 hp mit OHV-Ventilsteuerung waren es seitengesteuerte Motoren.
Modellübersicht:
| Modell   | Bauzeitraum | Zylinder | Bohrung | Hub | Hubraum  | Radstand     |
| -------- | ----------- | -------- | ------- | --- | -------- | ------------ |
| 10 hp    | 1909–1912   | 2 Reihe  | 98      | 127 | 1915 cm³ | 2438 mm      |
| 12 hp    | 1910        | 4 Reihe  | 102     | 140 | 4577 cm³ | 2134 mm      |
| 14 hp    | 1910–1913   | 4 Reihe  | 80      | 127 | 2554 cm³ | 2743 mm      |
| 16 hp    | 1910        | 4 Reihe  | 82      | 114 | 2409 cm³ | 2527 mm      |
| 10 hp    | 1912        | 4 Reihe  | 68      | 114 | 1656 cm³ |              |
| 10 hp    | 1913        | 4 Reihe  | 68      | 120 | 1743 cm³ | 2743 mm      |
| 14/16 hp | 1914–1916   | 4 Reihe  | 80      | 120 | 2409 cm³ | 2858–3048 mm |
| 10/12 hp | 1910–1912   | 4 Reihe  | 68      | 120 | 1743 cm³ | 2489–2692 mm |
| 9,8 hp   | 1921–1929   | 4 Reihe  | 63      | 110 | 1373 cm³ | 2515 mm      |
| 10/12 hp | 1921        | 4 Reihe  | 68      | 120 | 1743 cm³ | 2769 mm      |

1916 gab es die Modelle 10/12 hp und 14/16 hp sowie einen 32 hp auch als Nutzfahrzeug. Der letztgenannte hatte einen Vierzylindermotor mit 110 mm Bohrung, 140 mm Hub und 5322 cm³ Hubraum.
Soweit bekannt, existieren noch zwölf Fahrzeuge der Marke Briton, davon sechs in Australien und Neuseeland. Eines ist im Black Country Living Museum in Dudley ausgestellt.

## Motorrad- und Dreiradmodelle

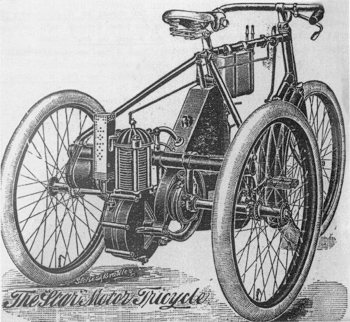
Star Motordreirad von 1899

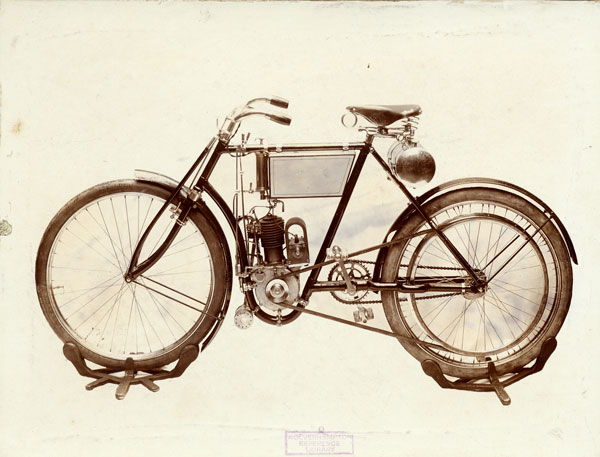
Star Motorrad

Zwischen 1898 und 1914 wurden auch Motorräder und Motordreiräder hergestellt und als Star vermarktet. Erstes Modell war ein Motordreirad mit einem Einbaumotor von De Dion-Bouton. Darauf folgten Zweiräder mit dem gleichen Motor. Später kam es zu einer Zusammenarbeit mit Établissements Griffon. Letzte Modelle hatten Motoren von J.A.P., wahlweise Einzylindermotoren mit 625 cm³ Hubraum oder V2-Motoren mit 770 cm³ Hubraum.